# سارماتو
سارماتو (به ایتالیایی: Sarmato) یک کومونه در ایتالیا است که در استان پیاچنزا واقع شده‌است.

## خصوصیات
سارماتو ۲۷٫۰ کیلومترمربع مساحت و ۲٬۷۱۴ نفر جمعیت دارد.